# Hôpital Beaujon
Hôpital Beaujon è un ospedale della Assistance Publique - Hôpitaux de Paris (AP-HP) situato a Clichy (Hauts-de-Seine).
L'ospedale fa parte del Nord University Hospital Group - Università Paris-Cité dell'AP-HP. Ha una quindicina di specialità, tra cui gastroenterologia, epatologia, chirurgia epatobilio-pancreatica, chirurgia colorettale, ortopedia, stomatologia e medicina interna.
Prende il nome dalla strada nell'8º arrondissement di Parigi che rende omaggio a Nicolas Beaujon, grande finanziere del regno, la cui fortuna gli permise di finanziare opere di beneficenza.